# Szentendre

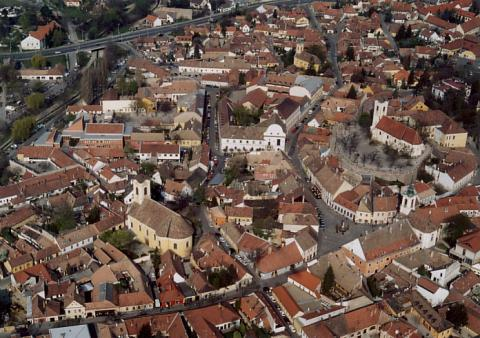
Szentendre z lotu ptaka

Szentendre – miasto w północnych Węgrzech, w komitacie Pest, nad Dunajem, 20 km na północ od Budapesztu, liczące 25 963 mieszkańców (styczeń 2011).
Rozwinął się tu przemysł drzewny, maszynowy oraz papierniczy, funkcjonuje także port rzeczny. Szentendre jest ośrodkiem turystyczno-wypoczynkowym, działa tu także wiele muzeów.

## Historia
Pierwsza wzmianka o mieście pochodzi z roku 1009, ale tereny Szentendre były zasiedlone dużo wcześniej – szacuje się, że od 20 tysięcy lat. Mieszkali tutaj Ilirowie, Erawiskowie oraz Celtowie, a I wieku n.e. okolicę podbili Rzymianie, budując obóz wojskowy Ulcisia Castra (Wilczy zamek). W późniejszych wiekach wyrosłe obok niego miasto nosiło nazwę Castra Constantia.
Po odejściu Rzymian przez okolice Szentendre przechodziły różne plemiona i ludy – m.in. Longobardowie i Awarowie. W IX wieku osiedlili się Madziarzy. Nazwa miejscowości pochodzi od kościoła św. Andrzeja, który jako pierwszy stanął w najwyższym punkcie osady.
W średniowieczu do miasteczka zaczęli przybywać Serbowie – uchodźcy ze swojego kraju, podbijanego przez Turków. Pierwsza fala przybyszów miała miejsce po bitwie na Kosowym Polu w 1389, kolejna w XVI wieku po upadku Belgradu. Wkrótce potem ta część Węgier także znalazła się pod osmańską okupacją, Serbowie jednak pozostali w mieście, tworząc silne skupisko słowiańskie. W XVIII Szentendre nadal pozostawało enklawą narodowościową – w 1720 88% mieszkańców było południowymi Słowianami (głównie Serbowie, ale też Chorwaci), mieszkali w mieście również Niemcy, Słowacy oraz Grecy. Z tego okresu pochodzi spora część zabytkowej zabudowy – barokowe budynki z elementami charakterystycznymi dla południowej Europy i prawosławne świątynie. Jedną z podstaw gospodarki stała się uprawa winorośli – miasto było centrum winiarstwa w środkowych Węgrzech.
W XIX wieku część Serbów zaczęła wracać do odzyskującej niezależność ojczyzny. Ich liczba spadła do 20%, a ich miejsce zajmowali przybysze ze Słowacji oraz Węgrzy. Niektóre cerkwie zamieniono na kościoły katolickie lub ewangelickie. Potomkowie Serbów żyją w mieście do dziś, ale niewielu z nich posługuje się językiem przodków oraz kultywuje stare obyczaje.
W 1888 Szentendre otrzymało połączenie kolejowe z Budapesztem (kolejka HÉV). W drugiej połowie XIX i w XX wieku miasto upodobali sobie artyści, pracując tutaj i wystawiając swoje prace w miejscowych galeriach.
W 1989 Szentedre podpisało umowę partnerską z niemieckim miastem Wertheim, a po upadku komunizmu otworzyło się w jeszcze większym stopniu dla turystów, którzy z powodu bliskości stolicy przybywają tutaj tłumnie.

## Zabytki i najważniejsze atrakcje
Miasto jest pełne krętych i wąskich lub bardzo wąskich uliczek. Turystów przyciąga pasaż nad Dunajem oraz liczne kawiarnie i restauracje. Głównym placem jest Fő tér z barokową i rokokową zabudową. Na jego środku znajduje się krzyż morowy z 1763, ustawiony jako podziękowanie za ustąpienie epidemii.
Pozostałe obiekty i miejsca warte obejrzenia:
- Ruiny obozu rzymskiego Ulcisia Castra.
- Cerkiew Požarevicka z XVIII wieku – powstała w miejscu pierwszej drewnianej cerkwi serbskiej.
- Cerkiew Zwiastowania z połowy XVIII wieku, w stylu rokoko z bogatą kolekcją ikon. Obecnie greckokatolicka.
- Cerkiew Przemienienia Pańskiego, wzniesiona przez fach grabarzy w latach 1741–1776. Co roku w sierpniu odbywa się tutaj uroczystość poświęcenia winogron.
- Cerkiew Belgradzka z ikonostasem z 1790.
- Dawna barokowa cerkiew Opovacska, obecnie ewangelicka, oraz kościół katolicki św. Piotra i Pawła, najstarszy w mieście z przełomu XIII i XIV.
- Muzeum Prawosławnej Sztuki Sakralnej (Patriarka utca) – zbiory sztuki prawosławnej (głównie ikony).
- Muzeum Ferenczyego (Görög utca) prezentuje prace węgierskiego impresjonisty Károlya Ferenczyego.
- Muzeum Wina (Bogdányi utca) to jedyne takie muzeum w kraju, więc opisuje historię wszystkich rejonów winnych Węgier.
- Muzeum Marcepanu – jedno z pierwszych na świecie.
- Najstarszy na Węgrzech zegar słoneczny na Templom tér.
- Skansen – Muzeum Wsi Szentendre (Szabadságforrás utca) – założony w 1967 największy w kraju, położony 4 kilometry za miastem; na wolnym powietrzu znajdują się obiekty pochodzące z różnych stron Węgier – 80 domów, 3 kościoły, 200 budynków gospodarczych. Czasem odbywają się pokazy rzemiosła ludowego.
- Muzeum Margit Kovács – muzeum poświęcone węgierskiej rzeźbiarce.

## Dojazd
Samochodem drogą krajową numer 11 biegnącą z Esztergomu do Budapesztu. Ze stolicy koleją HÉV – linia z dworca Batthyány tér.

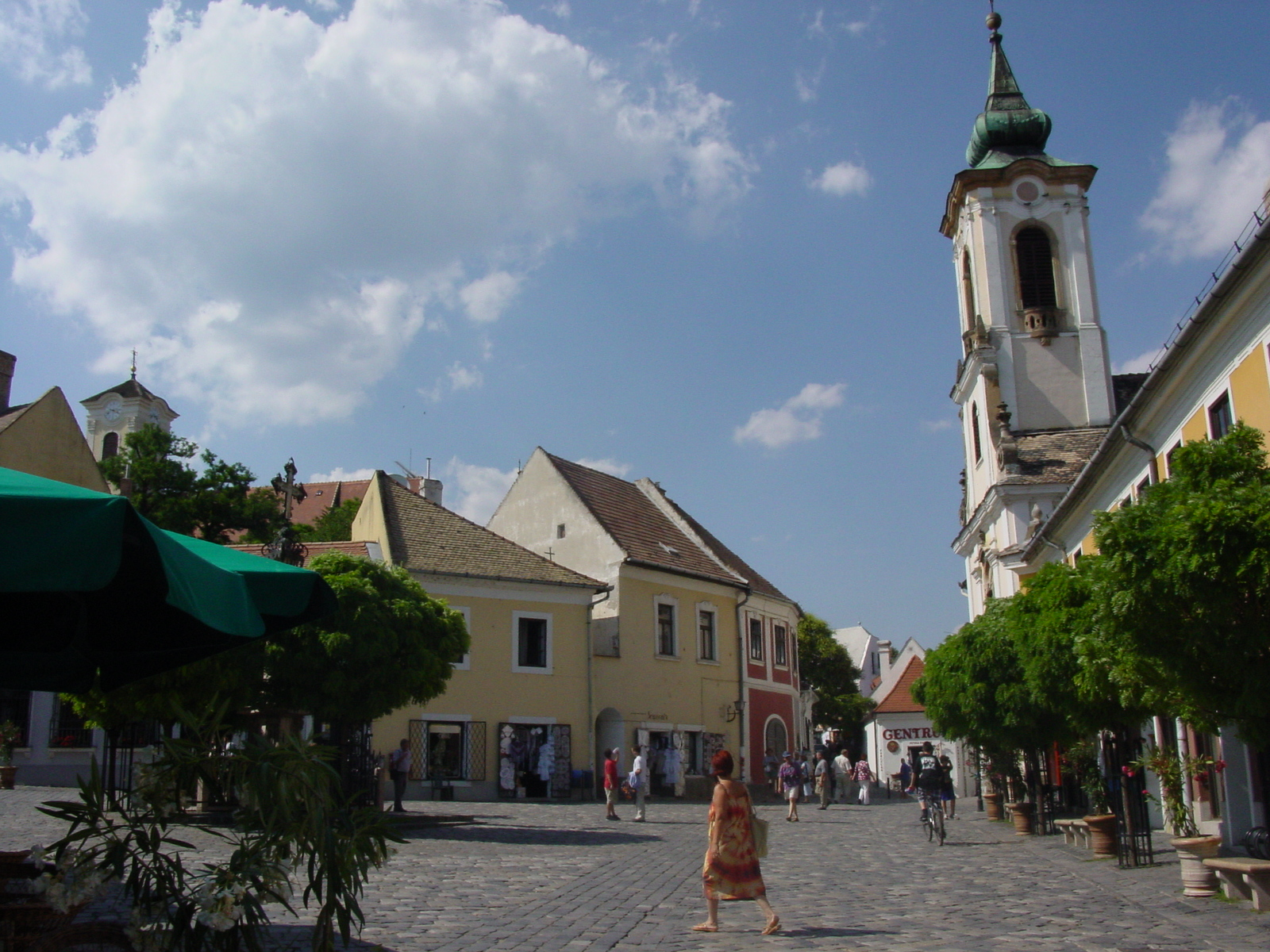
Fő tér – rynek
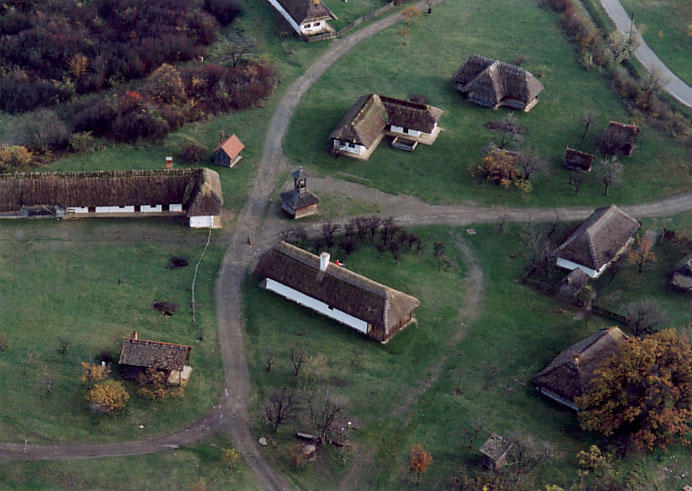
Skansen
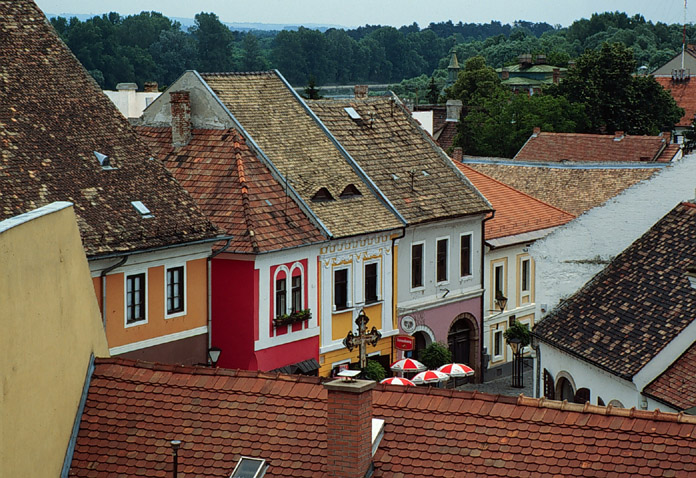
Jedna z wąskich uliczek